# Love Buzz
Love Buzz — пісня голландського рок-гурту Shocking Blue. Вона була написана Роббі ван Леейвеном і вперше випущена на альбомі гурту At Home. В 1988 році гурт Nirvana записав на неї кавер-версію і випустив як перший сингл.

## Сингл
Тільки в цьому релізі «Love Buzz» включає 10-секундний вступ. Він є уривком з колажу дитячих записів Курта Кобейна і інструментальних замальовок. Серед колекціонерів бутлегів даний 34-хвилинний запис ходить під назвою «The Montage of Heck». «Love Buzz» на цьому синглі відрізняється від релізів на «Bleach» і «Blew EP», для яких вона була заново зведена. Вступ було опущено, тому що на перезведенні пісні Курт забув принести касету із записами, зробленими вдома. На лицьовому боці обкладинки фотографія зроблена Еліс Вілер у парку Такоми «Never Never Land» неподалік від «Tacoma Narrows Bridge». Ім'я Курта записано як «Kurdt Kobain». На стороні з «Love Buzz» вигравірувано «Why don't you trade those guitars for shovels?».
З цього релізу почалася серія «Sub Pop Singles Club». Сингл вийшов обмеженим тиражем на чорному вінілі (1200 копій), в ручну пронумерований (червоним чорнилом) з 1 по 1000 копію. На решті 200 копіях замість номера — прочерк червоним маркером.